# Doraemon Twin Best
Doraemon Twin Best (ドラえもん ツイン★ベスト?, Doraemon Tsuin★Besuto) è un album musicale legato alla serie animata Doraemon.
L'album comprende due dischi: il primo contiene 20 sigle provenienti dall'anime del 2005 di Doraemon, il secondo ne contiene altre 20, provenienti però dall'anime del 1979.
L'album è stato pubblicato il 22 giugno 2011, con etichetta Nippon Columbia.

## Tracce
Disco 1
1. Yume o kanaete Doraemon (夢をかなえてドラえもん? lett. "Realizza i miei sogni, Doraemon") (MAO)
2. Doraemon - Nanafushigi ~ Sono ichi ~ (ドラえもん・七不思議～其の一～? lett. "Doraemon - Le sette meraviglie - La prima") (Mori no Ki Jidō Gasshōdan)
3. Doraemon himitsu dōgu no kazoeuta (ドラえもん ひみつ道具の数えうた? lett. "Doraemon - La conta dello strumento segreto") (Wasabi Mizuta)
4. Doraemon ekaki uta (ドラえもん・えかきうた? lett. "Doraemon - La canzone del disegnatore") (Wasabi Mizuta)
5. Dorami-chan no ekaki uta (ドラミちゃんのえかきうた? lett. "La canzone del disegnatore di Dorami") (Chiaki)
6. Doraemon - Nanafushigi ~ Sono ni ~ (ドラえもん・七不思議～其の二～? lett. "Doraemon - Le sette meraviglie - La seconda") (Mori no Ki Jidō Gasshōdan)
7. Kimi no naka no Nobita (キミのなかののび太? lett. "Il Nobita dentro di te") (Mitsuko Horie)
8. Manmaru boku ga Doraemon (まんまる ボクがドラえもん? lett. "Cerchio perfetto - Io sono Doraemon") (Wasabi Mizuta)
9. Nobita-kun rei-ten (のび太くん0点? lett. "Nobita prende zero") (Megumi Ōhara)
10. Suneo no oboccha manbo (スネ夫のおぼっちゃマンボ? lett. "Il mambo del figlio di Suneo") (Tomokazu Seki)
11. Otonari no princess (おとなりのプリンセス?, Otonari no purinsesu, lett. "La vicina principessa") (Yumi Kakazu)
12. Soko noke! Jaian-sama da (そこのけ!ジャイアンさまだ? lett. "Spostati! Sono il signor Gian") (Subaru Kimura)
13. Yume o kikasete (夢をきかせて? lett. "Raccontando i sogni") (Wasabi Mizuta)
14. Odore dore dora Doraemon ondo (踊れ・どれ・ドラ ドラえもん音頭? lett. "Balla! Dore-dora - La ballata di Doraemon") (Wasabi Mizuta)
15. Susume! Doraemon March (すすめ!ドラえもんマーチ?, Susume! Doraemon māchi, lett. "Avanti! La marcia di Doraemon") (Wasabi Mizuta)
16. Jaian ni boeboe (ジャイアンにボエボエ?) (Subaru Kimura)
17. Aozora-tte ii na (青空っていいな? lett. "Com'è bello il cielo azzurro") (Mitsuko Horie)
18. Pokapoka fuwafuwa (ぽかぽかふわふわ? lett. "Caldo e soffice") (Kumiko Osugi)
19. Doraemon no yume (ドラえもんの夢? lett. "Il sogno di Doraemon") (Kumiko Osugi)
20. Hello! Dorami-chan (ハロー!ドラミちゃん?, Harō! Dorami-chan, lett. "Ciao Dorami!") (Satoko Yamano)

Disco 2
1. Doraemon no uta (ドラえもんのうた? lett. "La canzone di Doraemon") (Kumiko Osugi)
2. Aoi sora wa pocket sa (青い空はポケットさ?, Aoi sora wa poketto sa, lett. "Il cielo azzurro è una tasca") (Kumiko Osugi)
3. Doraemon ondo (ドラえもん音頭? lett. "La ballata di Doraemon") (Nobuyo Ōyama)
4. Boku Doraemon (ぼくドラえもん? lett. "Io sono Doraemon") (Nobuyo Ōyama)
5. Wanpaku sannin-gumi (ワンパク三人組? lett. "Il gruppo dei tre monelli") (Noriko Ohara)
6. Doradora dokoka ni Doraemon (ドラドラどこかにドラえもん? lett. "Dora-dora dov'è Doraemon?") (Kumiko Osugi)
7. Boku-tachi chikyūjin (ぼくたち地球人? lett. "Noi terrestri") (Mitsuko Horie)
8. Yojigen pocket (四次元ポケット?, Yojigen poketto, lett. "La tasca della quarta dimensione") (Satoko Yamano)
9. Doraemon kazoeuta (ドラえもん数えうた? lett. "La conta di Doraemon") (Nobuyo Ōyama)
10. Doraemon jaanii (ドラえもんじゃあニィ?) (Nobuyo Ōyama)
11. Suteki na isshūkan (すてきな一週間? lett. "Una settimana fantastica") (Koorogi`73)
12. Ii yatsu nan da yo Doraemon (いいやつなんだよドラえもん? lett. "È un bravo amico Doraemon") (Kumiko Osugi)
13. Doraemon shiritoriuta (ドラえもんしりとりうた? lett. "La canzone delle parole a catena di Doraemon") (Koorogi`73)
14. Doraemon New Year (ドラえもんにゅうイヤー?, Doraemon Nyū Iyā) (Nobuyo Ōyama)
15. Santa Claus wa doko no hito (サンタクロースはどこのひと?, Santa Kurōsu wa doko no hito, lett. "Da dove viene Babbo Natale?") (Nobuyo Ōyama)
16. Zousan no hitomi wa naze aoi (ゾウさんの瞳はなぜ青い? lett. "Perché l'occhio dell'elefante è azzurro?") (Kumiko Osugi)
17. Ukiuki Time Travel (うきうきタイムトラベル?, Ukiuki Taimu Toraberu, lett. "Allegro viaggio nel tempo") (Koorogi`73)
18. Doraemon komoriuta (ドラえもん子守唄? lett. "La ninna nanna di Doraemon") (Kumiko Osugi)
19. Doraemon March (ドラえもんマーチ?, Doraemon Māchi) (Koorogi`73)
20. Marugao no uta (まる顔のうた? lett. "La canzone del viso rotondo") (Nobuyo Ōyama)